# Terrain (immobilier)
Pour les articles homonymes, voir Terrain.
En immobilier, le terrain est la partie de l'immeuble qui porte des améliorations, soit les bâtiments et les infrastructures nécessaires à leur exploitation.
Le terrain est un bien immeuble. Tout ce qui traite du terrain, en droit comme en immobilier[pas clair], est du domaine foncier alors que[pas clair] ce qui traite des bâtiments est du domaine de l'immobilier.